# Санта Кристина (Авелино)
Санта Кристина је насеље у Италији у округу Авелино, региону Кампанија.
Према процени из 2011. у насељу је живело 5 становника. Насеље се налази на надморској висини од 631 м.